# Johannes Popitz
Johannes Popitz (Leipzig, 2 de diciembre de 1884 - Berlín, 2 de febrero de 1945) fue un jurista y político alemán, ministro de Finanzas de Prusia y miembro de la Resistencia alemana.

## Biografía
Nacido el 2 de diciembre de 1884 en Leipzig, era monárquico, conservador y de derechas. Popitz, que había sido previamente ministro alemán sin cartera, ocupó el cargo de ministro de Finanzas de Prusia entre 1933 y 1944. Posteriormente llegó a formar parte de la resistencia alemana contra Hitler. Fue ahorcado el 2 de febrero de 1945 en la prisión de Plötzensee.